# Кудрякова, Светлана Сергеевна
Светлана Сергеевна Кудрякова (урожденная Махлина)  (24 февраля 1985 года, Ленинград, СССР) — российская баскетболистка. Мастер спорта международного класса. Спортивный судья первой категории (2018).

## Карьера
Начинала свою карьеру в Санкт-Петербурге. Первый тренер — Светлана Тарасова. Училась в школах 71 и 93, СДЮШОР-1 Калининского района, в 2008 году окончила СПбГЛТА.
Выступала за команды «Спартак» и «Балтийская Звезда». Позднее представляла другие команды Премьер-Лиги, среди которых были «Динамо» (Курск), «Спарта&К» (Видное), «Динамо» (Новосибирск), «Вологда-Чеваката» и «Энергия» (Иваново). За свою карьеру дважды становилась Чемпионкой Европы среди юниорок.

## Достижения
- Чемпионка Европы среди юниорок (2): 2002, 2004.
- Серебряный призер Универсиады (2): 2007, 2009.